# 中新羚属
中新羚属（学名：Miotragocerus）是一类已灭绝的偶蹄类哺乳动物，属于牛科。它们生存于中新世（瓦里西期（Vallesian）——托尔顿期，约1200万至800万年前）的欧洲和小亚细亚。

## 描述
中新羚属与现生的半水生羚羊（如林羚属和水羚属）非常相似，它们的身体后部非常高，而肩部区域较低矮，四肢细长，脚趾完全分开。中新羚属的肩高约 1 米，体重约 80 公斤，大致与黇鹿相当，其在牛科动物中属于中等体型。一些物种的口吻相对较短（如高德利中新羚），而其他物种的口吻较长（潘诺尼亚中新羚）。角相对坚固且拉长，向后螺旋并侧面压平。和与之相关的Tragoportax属不同的是，中新羚属的角有一个尖锐的龙骨突，但后外侧的龙骨突几乎没有几乎没有。中新羚属的牙齿牙冠相对较低，并带有牙骨质。

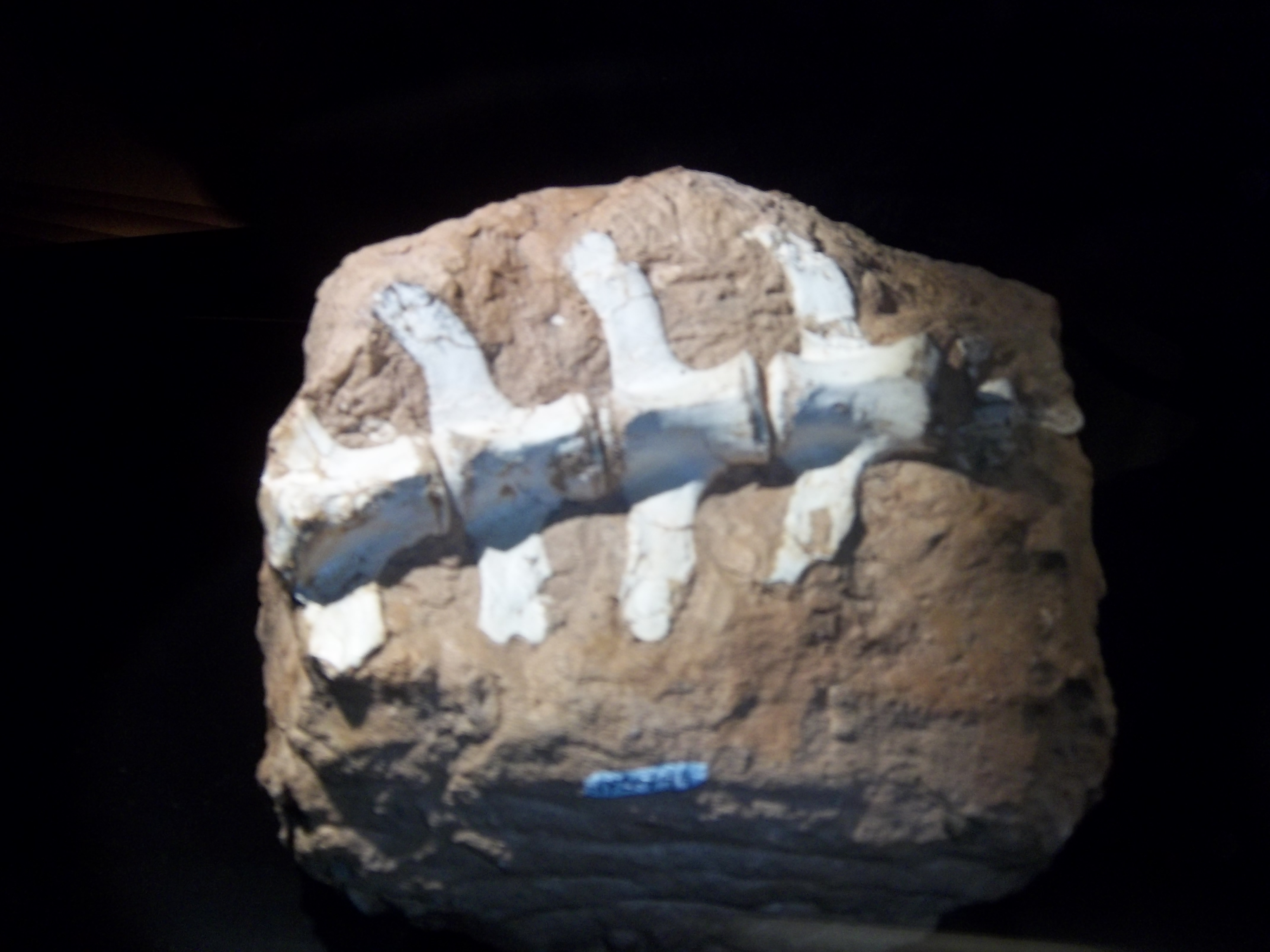
高德里中新羚的部分脊椎

## 分类
1928年，欧内斯特·斯特罗默（Ernest Stromer）根据在德国发现的化石遗骸首次描述了中新羚属，模式种是慕尼黑中新羚，但另外两个物种更为人所知：瓦里西期的潘诺尼亚中新羚，由于在欧洲许多地方（匈牙利、奥地利、德国、西班牙、摩尔多瓦、土耳其、格鲁吉亚、乌克兰）发现了大量化石遗骸而为人所知；而生存年代更接近现代的高德里中新羚（托尔顿期），其化石已在希腊、保加利亚、马其顿、法国、西班牙、乌克兰和伊朗等地发现。高德里中新羚已被划分为一个单独的派克米羚亚属，有时还被归为Tragoportax属。
潘诺尼亚中新羚有很发达的颞嵴，而高德里中新羚羊则没有。这两个物种之间的另一个显著差异是角的形状和长度，更古老的潘诺尼亚中新羚的角更长、更细。
一般认为中新羚属和类似属（如Tragoportax属、南方蓝牛羚属（Austroportax）、原羊角羚牛属（Protragocerus）和基普西基羚属（Kipsigicerus））是蓝牛羚族中与现在的蓝牛羚类似的牛科动物。然而，由于它们的外观与现生蓝牛羚的形态不同，它们被归为一个独特的群体，即Tragocerini族。
下级分类：
- †Miotragocerus cyrenaicus
- †慕尼黑中新羚 Miotragocerus monacensis （模式种）
- †潘诺尼亚中新羚 Miotragocerus pannoniae
- †派克米羚亚属 M. (Pikermicerus)
  - †高德里中新羚 Miotragocerus (Pikermicerus) gaudryi

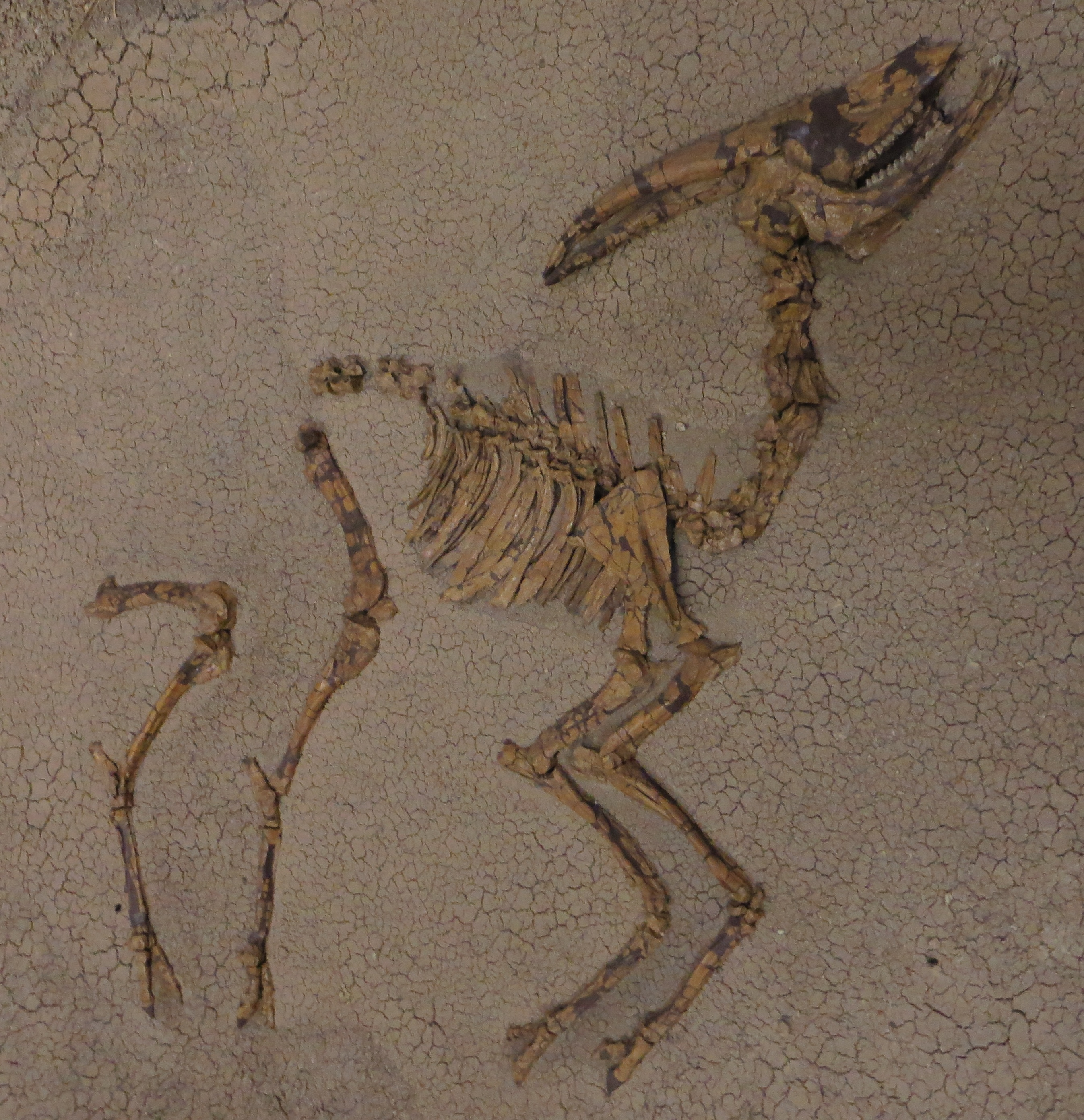
中新羚属的骨架化石

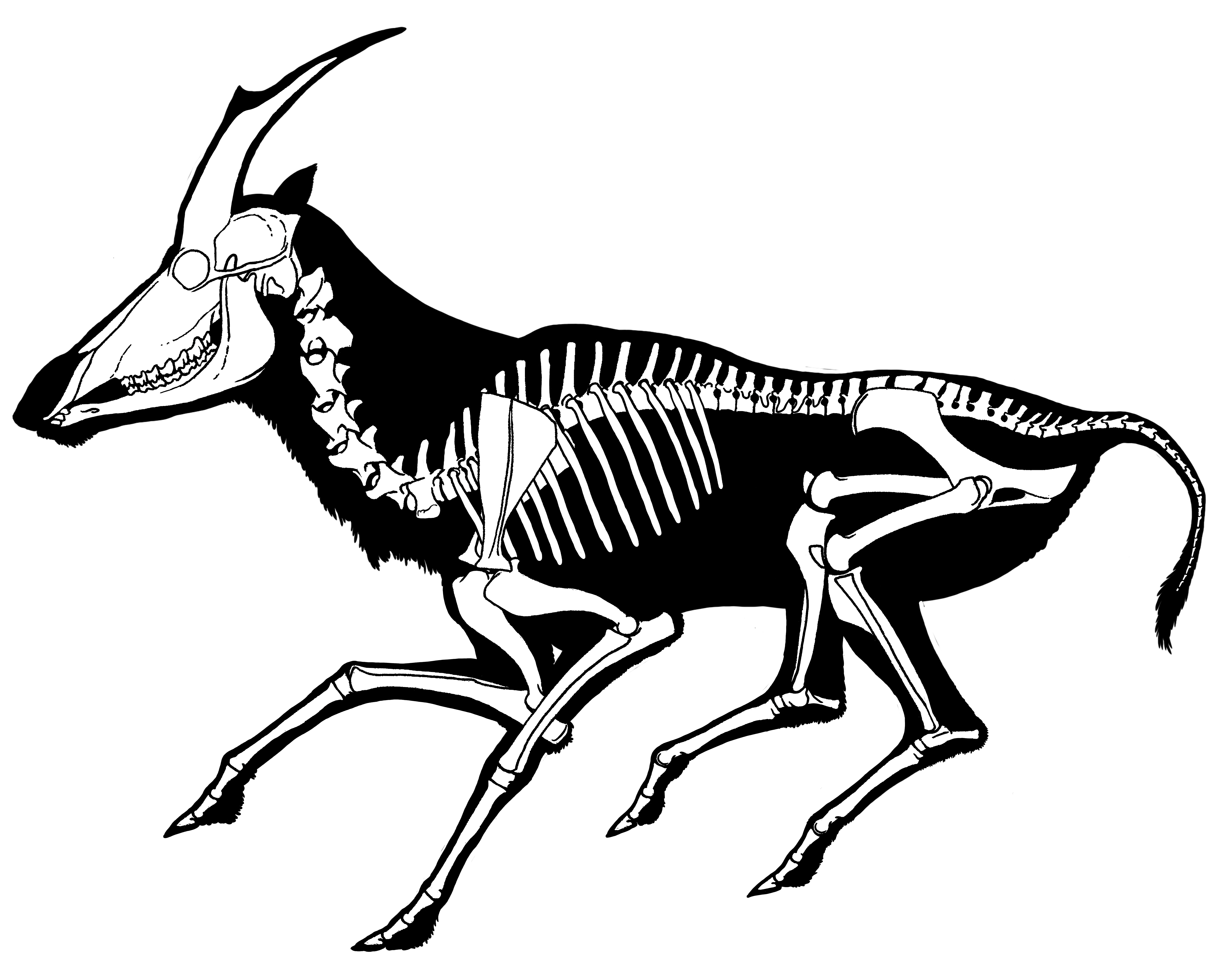
中新羚属的骨架绘图

## 古生物地理学
中新羚属先于Tragoportax属出现，具有较少的衍生性状（牙齿形态、角大小和两性异形、体型）；这些形态特征表明，中新羚属更适合生存于树木繁茂的地区，社会性程度也低于Tragoportax属。正因为如此，中新羚属不仅可以在巴尔干-伊朗一带扩散，还可以在西欧最密集的植被栖息地扩散，而在这些地区，Tragoportax属更为罕见。中新羚属更适合吃树叶，而Tragoportax属更经常吃硬质草本植物。